# Ростех
„Ростех“ (до 24 юли 2014 г. – „Ростехнологии“) е държавна корпорация в Русия със седалище в столицата Москва.
Създадена е края на 2007 г. за съдействане в разработката, производството и износа на високотехнологична промишлена продукция за граждански и военни цели. В състава ѝ влизат повече от 700 организации, от които са формирани 13 холдингови компании, 8 от тях – във военно-промишления комплекс, 5 – в граждански отрасли на промишлеността. Организации на „Ростех“ са разположени на територията на 60 субекта на Руската федерация, изнасят продукция за 70 страни в света.

## История
На 23 ноември 2007 г. руският президент Владимир Путин подписва федерален закон за създаване на Държавната корпорация „Ростехнологии“, който закон Държавната дума приема на 9 ноември. През 2008 г. е подписан Указ на президента на Руската федерация, според който няколкостотин предприятия са прехвърлени на държавни корпорации. Общата им загуба възлиза на 630 милиарда рубли. 30% от тези предприятия са били в предкризисно и в кризисно състояние, 28 – в етап на фалит, 17 предприятия не са извършвали икономически дейности, а 27 са частично загубили имуществото си или са имали значителен риск от загубата му. Ръководителите на редица предприятия, включени в Ростех, са в конфликт помежду си. Към момента на придобиване от Rosoboronexport, който по-късно става част от Ростех, придобива контролен дял в пакет с акции VSMPO-AVISMA през 2006 г., когато компанията е в криза поради конфликт на акционери.